# Fieseler F 4
Die Fieseler F 4 wurde als ein zweisitziges Sport- und Reiseflugzeug bei Fieseler Flugzeugbau entwickelt, gebaut und eingeflogen. Gerhard Fieseler war trotz guter Leistungen der Maschine nicht zufrieden und stoppte die Aktivitäten vor dem Serienanlauf.

## Geschichte
Nachdem das Projekt F 3 „Wespe“ gescheitert war, wollte Fieseler in seinem Unternehmen ein normales Sportflugzeug selber entwickeln und auf den Markt bringen. Es sollte ein Flugzeug entstehen bei dem großer Wert auf Sicherheit, Qualität, Wirtschaftlichkeit und Bequemlichkeit gelegt wurde. Der neue Typ wurde als Fieseler F 4 bezeichnet. Im Mai 1932 begann Emil Arnolt mit den Entwicklungsarbeiten. Ende August 1932 wurde das Flugzeug von Gerhard Fieseler eingeflogen, der mit den Flugeigenschaften und den Leistungen trotz der schwachen Motorisierung sehr zufrieden war. Die gesetzten Ziele wurden durch etliche Mess- und Testflüge bestätigt.
Das Unternehmen präsentierte die F 4 im Oktober 1932 auf der Deutschen Luftsport-Ausstellung (DELA) in Berlin der Öffentlichkeit. In den Verkaufsunterlagen wurden unter anderem die Preise für die schwächere Argus-Motorisierung mit 5900 RM und für die Salmson-Motorisierung mit 6300 RM angegeben. Das Echo von Fachleuten und Interessenten war durchweg positiv.
Gerhard Fieseler bekam trotz der guten Marktaussichten Zweifel am Erfolg des Projektes. Er wollte ein Sportflugzeug, das Leistungen und Eigenschaften besaß, die keiner der Mitwettbewerber bieten konnte. Fieseler stoppte alle Flugversuche mit der F 4 und den Bau weiterer Zellen; er hatte bereits seine Konstrukteure mit der Entwicklung eines neuen Flugzeuges beauftragt, der Fieseler F 5.

## Konstruktion

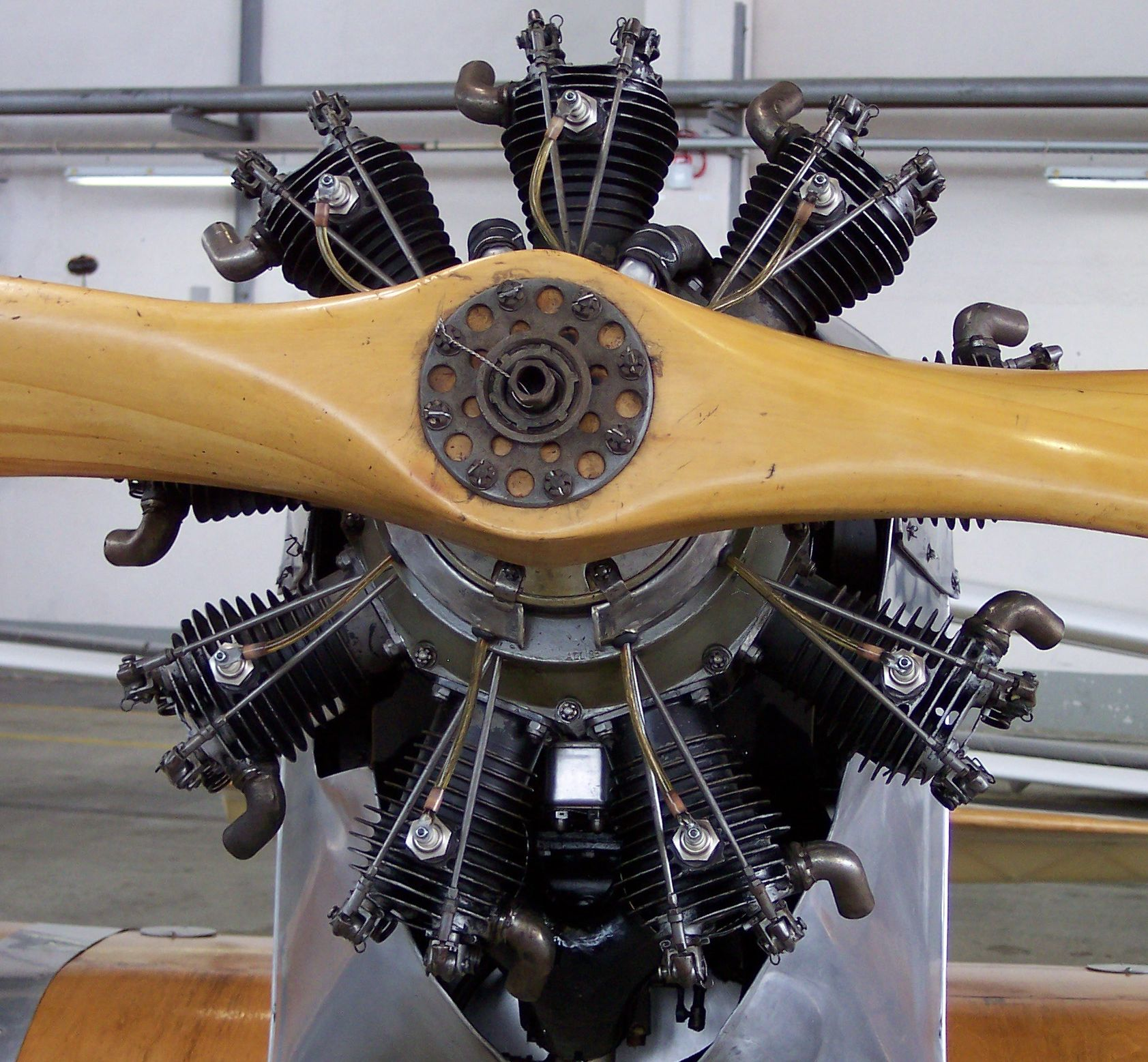
9-Zylinder-Sternmotor Salmson AD 9

Die Fieseler F 4 wurde als zweisitziger, verspannter Tiefdecker in Gemischtbauweise ausgelegt. Der Rumpf war eine Stahlrohrkonstruktion, die Tragflächen wurden aus Holz hergestellt. Der Rumpf, die Tragflächen und die Ruder wurden komplett mit Flugzeugleinen bespannt. Die Tragflächen waren über Beschläge am Vorder- und Hinterholm mit dem Rumpf verbunden und mit Profildrähten jeweils an einem Punkt an der Rumpfoberseite und an der Rumpfunterseite am Fahrgestell verspannt.
Das mit Ballonreifen versehene Fahrwerk wurde weit vorne am Rumpf angebracht, um dadurch die Gefahr des Überschlages bei einer harten Landung zu verringern. Aus Gründen der Betriebssicherheit erfolgte die Treibstoffversorgung durch einen Schwerkrafttank, die Brennstoffleitungen ließ man aus elastischem Material herstellen.
Zur Erhöhung des Komforts setzte man gut gepolsterte Sitze mit klappbaren Armlehnen ein, die Seitenruderpedale waren verstellbar und das Höhenruder ließ sich im Fluge trimmen. Es gab einen Gepäckraum hinter dem Führersitz und der Zugang zu allen lebenswichtigen Teilen war sichergestellt.
Als Antrieb setzte man den Argus As 16 mit 35 PS ein. Dieser wurde später durch den Neunzylinder-Sternmotor Salmson AD 9 mit 40 PS ersetzt.

## Technische Daten
| Kenngröße             | Daten                       |
| --------------------- | --------------------------- |
| Besatzung             | 1                           |
| Passagiere            | 1                           |
| Länge                 | 5,80 m                      |
| Spannweite            | 9,50 m                      |
| Höhe                  | 1,90 m                      |
| Flügelfläche          | 13,00 m²                    |
| Flügelstreckung       | 6,9                         |
| Nutzlast              | 235 kg                      |
| Leermasse             | 240 kg                      |
| Startmasse            | 475 kg                      |
| Reisegeschwindigkeit  | 135 km/h                    |
| Höchstgeschwindigkeit | 155 km/h                    |
| Landegeschwindigkeit  | 55 km/h                     |
| Dienstgipfelhöhe      | 4600 m                      |
| Reichweite            | ca. 500 km                  |
| Triebwerk             | Salmson AD 9, 40 PS (29 kW) |